# Uta Krüger
Uta Krüger (* in Bad Hersfeld) ist eine deutsche Schauspielerin.

## Leben
Uta Krüger begann als Kind in ihrer damaligen Heimatstadt bei den Bad Hersfelder Festspielen Theater zu spielen. Nach Abitur und Schauspielschule folgten Engagements an verschiedenen Theatern und auf Tournee. Stationen waren u. a. das Ohnsorg-Theater, das Stadttheater Lüneburg, die Komödie am Kurfürstendamm Berlin und das Schlosstheater Celle. Darüber hinaus spielte Uta Krüger sowohl im Fernsehen als auch in Filmen und Kurzfilmen.

## Theater
- 1996: Romeo und Julia
- 1997: Was ihr wollt
- 1997: Dantons Tod
- 1997: Der Räuber Hotzenplotz
- 1998: König Richard III
- 1999–2001: Evita
- 2000: Aida
- 2001: Einen Jux will er sich machen
- 2001–2002: Papageno – Die Zauberflöte
- 2002: Jedermann
- 2002: Leben des Galilei
- 2002: Die drei Musketiere
- 2003–2004: Der eingebildete Kranke
- 2004–2005: Leben des Galilei
- 2005–2006: Der Hauptmann von Köpenick
- 2005–2008: Lesungen
- 2008–2010: Die spanische Fliege
- 2009–2011: Der lustige Witwer
- 2010: Kaltgestellt
- 2011: Nils Holgersson
- 2011–2012: Keinohrhasen
- 2012: Suche impotenten Mann fürs Leben
- 2012: Das kleine Schlossgespenst
- 2013: Die Offenbarung des Ralf
- 2013: Die Räuber
- 2013–2015: Opa ist die beste Oma
- 2014: Und Juchheirassa! Noch ein Denkmal für Hermann Löns
- 2014–15: Das Märchen vom Schwanensee
- 2014–18: Backbeat
- 2015–16: Die Zauberinsel
- 2016–17: Die Schneekönigin
- 2019/2020: Wilder Panther, Keks
- 2020: Blots en lütten Boort - Das Bärtchen
- 2021: Nebenan
- 2021: Mutti macht den Weihnachtsmann
- 2017–2022: Wann wird es endlich wieder so, wie es nie war
- 2022: Bares is nix Rares
- 2023: Starven is ok nich mehr dat, wat dat mal weer...
- 2023: Der koschere Himmel

## Filmografie
- 2005: Tagträume
- 2005: Der Flug
- 2005: Kompetenz
- 2005: Habits
- 2006: IceEngel
- 2006: JetLag
- 2006: Tenderness
- 2007: Selbstvertrauen
- 2007: Maybe not
- 2008: The last day of Industria in the mind of a flower
- 2008: Aktenzeichen XY ungelöst / Serie Securitel
- 2011: Der Treibende Fischer
- 2011: Die Wämmser (Serienpilot)
- 2012: Morden im Norden
- 2012: Notruf Hafenkante – Unter Brüdern
- 2012: Martin’s Reise
- 2013: Siamo una famiglia
- 2014: Schlaflos
- 2016: Nahe Kepler
- 2017: Aqua
- 2017: Im Auge des Betrachters